# Joseph Đinh Đức Đạo
Joseph Đinh Đức Đạo (* 2. März 1945 in Thức Hoá) ist ein vietnamesischer Geistlicher und emeritierter römisch-katholischer Bischof von Xuân Lộc.

## Leben
Joseph Đinh Đức Đạo empfing am 27. März 1971 das Sakrament der Priesterweihe.
Am 28. Februar 2013 ernannte ihn Papst Benedikt XVI. zum Titularbischof von Gadiaufala und zum Weihbischof in Xuân Lộc. Der Bischof von Xuân Lộc, Dominique Nguyên Chu Trinh, spendete ihm am 5. April desselben Jahres die Bischofsweihe; Mitkonsekratoren waren Thomas Vu Dình Hiêu, Koadjutorbischof von Bùi Chu, und Pierre Nguyên Van Kham, Weihbischof in Ho-Chi-Minh-Stadt.
Papst Franziskus ernannte ihn am 4. Juni 2015 zum Koadjutorbischof von Xuân Lộc. Mit dem Rücktritt Dominique Nguyên Chu Trinhs am 7. Mai 2016 folgte er diesem als Bischof von Xuân Lộc nach.
Am 6. Juni 2019 ernannte ihn Papst Franziskus zum Mitglied der Kongregation für das Katholische Bildungswesen und am 8. Juli 2020 zudem zum Mitglied des Päpstlichen Rates für den Interreligiösen Dialog.
Papst Franziskus nahm am 16. Januar 2021 seinen altersbedingten Rücktritt an.